# 金子俊之
金子俊之（かねことしゆき、1982年（昭和57年）2月18日 - ）は、日本のプロボウラー。千葉県出身。

## 人物データ
生年月日1982年2月18日
出身地千葉県浦安市
身長170cm
体重82kg
活動エリア千葉支部
利き腕右投げ
プロ入り2007年・46期・ライセンスNo,1122
優勝回数0回（シーズントライアル1勝）
通算アベレージ213,16
公認パーフェクト2回（2022年現在）